# Riemann-Zerlegung
Eine Riemann-Zerlegung ist ein Paar einer Familie von Stützstellen {\displaystyle \xi _{0}} bis {\displaystyle \xi _{n({\mathcal {R}})}} und Zwischenstellen {\displaystyle \alpha _{1}} bis {\displaystyle \alpha _{n({\mathcal {R}})}},

{\displaystyle {\mathcal {R}}=((\xi _{j})_{j=0}^{n({\mathcal {R}})};(\alpha _{j})_{j=1}^{n({\mathcal {R}})})}

die ein Intervall {\displaystyle [a,b]}, folgendermaßen zerlegt:

{\displaystyle a=\xi _{0}<\xi _{1}<\ldots <\xi _{n({\mathcal {R}})}=b} und {\displaystyle \alpha _{j}\in [\xi _{j-1},\xi _{j}],j=1,\ldots ,n({\mathcal {R}})}

Das heißt die Randpunkte sind gleichzeitig die größte und die kleinste Stützstelle, und die Zwischenstellen liegen beliebig zwischen den Stützstellen.

Die Feinheit einer Riemann-Zerlegung ist dabei definiert als die maximale Differenz zweier aufeinanderfolgender Stützstellen:

{\displaystyle |{\mathcal {R}}|=\max\{(\xi _{j}-\xi _{j-1}):j=1,\ldots ,n({\mathcal {R}})\}}

Die Menge aller Riemann-Zerlegungen eines Intervalls wird durch die Relation {\displaystyle \preceq } zur gerichteten Menge: 

{\displaystyle {\mathcal {R}}_{1}\preceq {\mathcal {R}}_{2}:\Leftrightarrow |{\mathcal {R}}_{1}|\leq |{\mathcal {R}}_{2}|}
Über dieser gerichteten Menge lassen sich jetzt Netze definieren, zum Beispiel ist das Riemann-Integral über solch einem Netz definiert.